# 斯欣嫩
斯欣嫩（荷蘭語：Schinnen，荷蘭語發音：[ˈsxɪnə(n)] ⓘ）是荷蘭的一座城市和旧市鎮，位於荷蘭東南部，在行政區劃上屬於林堡省。美國陸軍在這裡有軍事設施。斯欣嫩的阿爾法啤酒廠也是荷蘭唯一獲得官方認證的使用地下泉水的啤酒廠。
2019年1月1日，斯欣嫩与尼特（Nuth）和翁德班肯合并为新市镇贝克达伦（Beekdaelen）

## 外部連結
- 维基共享资源上的相關多媒體資源：斯欣嫩
- Official website （页面存档备份，存于） (in Dutch)